# Sietze de Groot
Sietze de Groot (Weidum, 17 mei 1917 – aldaar, 19 december 1983) was een Nederlandse schaatser, afkomstig uit Friesland.

## Achtste Elfstedentocht
Op 22 januari 1942 won Sietze de Groot de achtste Elfstedentocht. Er werd onder goede omstandigheden geschaatst, maar door de donkere nacht verdwaalde een grote groep favorieten die hierdoor werden uitgeschakeld. Sietze de Groot, slagersknecht en kortebaanschaatser, kende de omgeving wel. Samen met Dirk de Jong uit Huizum en Jan van der Bij uit Julianadorp leidde hij een grote groep door de donkere nacht en won hij op het laatst in een flitsende eindsprint. In Leeuwarden kwam hij 9 seconden eerder aan dan De Jong.
De slagersvakbond was zo opgetogen over het resultaat van hun lid dat zij een telegram stuurden met de tekst: Daar zullen de vegetariërs van opkijken!
Toen de Nederlandse Vereniging ter Bevordering van het Hardrijden op de Schaats (NVBHS) hem die zomer wilde huldigen, mocht hij wel het boek Mysterieuze krachten in de sport door Joris van der Berg in ontvangst nemen, maar de beker die elk jaar werd uitgereikt niet. De oorzaak: er was een onderzoek geweest naar de profstatus van De Groot die immers voor geldprijzen op de korte baan geschaatst had. Later kreeg De Groot de beker alsnog.
De Groot ging in 1978 met pensioen toen hij zijn slagerij overdroeg aan zijn opvolger de brit John Mason. In december 1983 overleed hij op 66-jarige leeftijd.

### Trivia
- Naast schaatsen deed hij ook aan kaatsen, net als zijn broer Jan.

## Resultaten
| jaar | Elfstedentocht |
| ---- | -------------- |
| 1942 | Goud           |